# سيليا فريجيرو
سيليا فريجيرو (بالإسبانية: Celia Freijeiro)‏ هي ممثلة ومنتجة سينمائية ومسرحية وتلفزيونية إسبانية، ولدت يوم 9 فبراير 1983 في فيغو في إسبانيا.

## روابط خارجية
- سيليا فريجيرو على موقع IMDb (الإنجليزية)
- سيليا فريجيرو على موقع قاعدة بيانات الفيلم (الإنجليزية)